# Christine (prénom)
Pour les articles homonymes, voir Christine.
Cette page présente le prénom Christine ainsi que ses variantes.
Christine est un prénom féminin.

## Sens et origine du nom
Le prénom Christine est d'origine grecque ou latine, il vient directement du mot Christ qui est la traduction grecque du mot hébreu « Messie ». Avec le latin christianus qui signifie « disciple du christ », et le grec kristos qui exprime « le Messie », « l'oint », le prénom Christine peut se traduire par « adepte du Christ » ou « consacrée au Christ ».
Généralement, Christine, donné en l'honneur du Christ est en référence à sainte Christine de Tyr, martyre fêtée le (24 juillet). Mais il y a aussi d'autres saintes Christine fêtées les 6 février, 13 mars, 24 mars, 18 mai et 6 novembre, les Christiane étant plutôt fêtables les 15 décembre et 14 janvier, les Christian les 12 novembre, les Christophe vers septembre (?)...

## Variantes
- français : Christine
- albanais : Kristina
- allemand : Christine
- espagnol : Cristina
- finnois : Kristiina, Kristina
- hongrois : Krisztina
- italien : Cristina
- norvégien : Kristine, Kristin
- poitevin : Cristine
- polonais : Krystyna
- ukrainien : Христина (Khrystyna)
- russe : Кристина
- slovaque : Kristína
- suédois : Kristina
- tchèque : Kristýna
- portugais : Cristina

## Popularité du nom
Le nom a eu une grande popularité dans les années 1960.

## Personnes portant ce prénom
- Pour l'ensemble des articles sur les personnes portant ce prénom, consulter :
  - la liste des articles dont le titre commence par ce prénom
  - les listes produites par Wikidata : Liste des personnes de prénom « Christine » — même liste en incluant les éventuels prénoms composés qui contiennent « Christine ».

### Saintes
- Christine de Tyr, martyre fêtée le (24 juillet) ;
- Christine de Perse, martyre fêtée le (13 mars) ;
- Christine d'Ancyre, martyre fêtée le (18 mai).

### Princesses
- Christine de Pisan, poétesse française ;
- Christine de France, fille de Henri IV de France ;
- Christine de Suède, reine ;
- Christine du Pays Basque, La Dame de cœur.

### Autres personnalités
- Christine Boutin, (1944-), femme politique française, députée des Yvelines ;
- Christine Bravo, (1956-), chroniqueuse radio-télévisée française, ancienne présentatrice ;
- Christine Ockrent, (1944-), journaliste et présentatrice belge de la télévision française ;
- Christine Clerc, journaliste française ;
- Christine Deviers-Joncour, (1947-) ;
- Christine Pascal, (1959-), actrice et réalisatrice française ;
- Christine Arron, (1973-), athlète française.